# Peppi en Kokki
Peppi en Kokki was een Nederlands komisch duo, gespeeld door Gerard van Essen (Peppi, de dikke) en Herman Kortekaas (Kokki, de dunne). 
Van 18 oktober 1972 tot 29 mei 1978 was er ook een gelijknamig kinderprogramma rond het duo te zien op televisie bij de KRO. De verhaaltjes draaiden om de twee matrozen die korte avonturen beleefden op zoek naar een baantje om "centjes te verdienen".

## Achtergrond
In 1942 richtte Van Essen samen met zijn broer Jacques (Jan) van Essen De Kamé's (komische, acrobatische, muzikale excentrieken) op. Jacques hield er in 1957 mee op, en Gerard vroeg zijn collega Herman Kortekaas met hem samen te werken. Het duo trad op als clowns onder de roepnamen Pipo en Koko. Dit zorgde voor verwarring met de komst van Pipo de Clown op televisie. Toen het duo zelf begin jaren '70 de kans kreeg om de overstap te maken naar de televisie, als onderdeel van het kinderprogramma Nogal Wiedus, werden de namen gewijzigd in Peppi en Kokki en de clowns werden matrozen. Nadat Nogal Wiedus in 1974 gestopt was, kregen ze hun eigen serie.
Hun act was geïnspireerd op die van Laurel en Hardy en het Canadese clownsduo Sol en Gobelet. Net als zij, gebruikten ze slapstickhumor. Dat deze humor van een veel simpeler niveau was dan bij Laurel en Hardy komt doordat Peppi en Kokki zich voornamelijk richtten op kinderen, net als Sol en Gobelet, terwijl hun Amerikaanse collega's een volwassen publiek voor ogen hadden. Net als de eerste Laurel & Hardy-films, waren de afleveringen van Peppi & Kokki aanvankelijk geluidloos. De filmpjes werden wel voorzien van pianomuziek en een voice-over van Bob Verstraete) vanaf 1974 Will van Selst die uitlegde wat er precies gebeurde. De televisieserie werd geschreven door Imme Dros, Herman Kortekaas en Nan de Vries, die de serie tevens regisseerde. De herkenningsmelodie werd ingezongen door Marnix Kappers.
In 1979 moest Herman Kortekaas vanwege een hernia zijn medewerking stoppen waarna er een einde kwam aan de samenwerking tussen hem en Gerard van Essen. Daarnaast kon Kortekaas er niet meer tegen om met een kraampje door het land van camping naar camping te trekken. Ook sloeg hij verschillende aanbiedingen af zoals negen maanden werken voor een Amerikaans circus en een aanbieding voor in Brazilië.
In 1980 nam Charly Ross de rol van Kokki over in de voorstellingen. Het nieuwe duo trad op in Circus Mikkenie, waar Ross artistiek leider van was. In 1981 reisde het circus onder een andere naam: Circus Mariska. Peppi en Kokki werkten nu samen in één show met Cor Witschge als Pipo de Clown om de concurrentie aan te gaan met Circus Bassie en Adriaan.  Van Essen is hierna verdergegaan met het optreden bij (kinder)feesten en partijen. Met verschillende tegenspelers in de rol van Kokki.
De televisieserie werd tussen 1992 en 1995 herhaald door de TROS en op VHS uitgebracht bij uitgever Goodview, waardoor er plannen kwamen voor een nieuwe reeks met Van Essen. Dit is er echter niet meer van gekomen. De serie werd ook in 2002, 2004 en 2005 herhaald door Z@ppelin.
In 2003 kwam een jubileum-dvd met diverse afleveringen uit.

## Afleveringen
In totaal verschenen er 83 afleveringen.

## Rolverdeling
| Personage              | Acteur/actrice        |
| ---------------------- | --------------------- |
| Peppi                  | Gerard van Essen      |
| Kokki                  | Herman Kortekaas      |
| Verteller/voice-over   | Bob Verstraete        |
| Verteller/voice-over   | Will van Selst        |
| Buurman Beer           | Dick Scheffer         |
| Madelief               | ?                     |
| Burgemeester           | Will van Selst        |
| Jurylid                | IJf Blokker           |
| Boze Buurman           | IJf Blokker           |
| Sinterklaas            | Adrie van Oorschot    |
| Omroeper               | Hans van Willigenburg |
| Mevrouw Van Peppelen   | Hetty Blok            |
| Oogarts                | Allard van der Scheer |
| Pedro                  | Pedro Klijssen        |
| Gast in het restaurant | Carry Tefsen          |

## Speelfilm
Op het hoogtepunt van hun populariteit maken Peppi en Kokki een speelfilm Peppi & Kokki bij de marine - Het geheim van Kommandant Plus (1976). In tegenstelling tot de televisieserie wordt er in de film door het duo ook zelf gesproken. In de film spelen ook Jaap Stobbe en Jules Croiset een rol.
In 1998 verscheen de film op VHS bij Arcade en in 2006 op dvd bij Bridge Entertainment.
De afleveringen 58 tot en met 64 zijn afkomstig uit deze film.

## Opnamelocaties
In 1973 vonden er opnames plaats op het schip de Pollux. De opnames werden gemaakt voor de intro en voor een paar afleveringen. Later is er een andere intro opgenomen in Weesp bij de Amstellandlaan met het eigen schip van Peppi en Kokki de Alma. De overige opnames vonden gedurende periode van de serie plaats in: Muiden, Pollux, Weesp, Maxis, Zwaanwijck (Nigtevecht), Slot Loevestein, Pampus, Hilversum, Broodjeszaak Pouw, Grand Hotel Gooiland, Philips kantoor Hilversum (Anton Philipsweg), Landgoed Uytwijck, Bussum, Sportfondsenbad (Bussum), Rabobank Bussum, Majella Ziekenhuis, Naarden, (Stadhuis Naarden),  's-Graveland, Kortenhoef, Loenen aan de Vecht, Lage Vuursche (Baarn), Baarn, BdB Bank (Bondsspaarbank in Baarn), Pauluskerk (Baarn), Soest, Amersfoort, Bronkhorst, Sporthal de Bun (Huizen), Alkmaar, Amsterdam, Station Amsterdam Amstel, Post CS-gebouw, Slotermeerlaan, Diemen, Albert Heijn fabriek (Zaandam), Sint Johannes de Deoziekenhuis (Haarlem), Citroën (Hilversum), Utrecht, Winkel van Sinkel (Utrecht), Casino Parade ('s-Hertogenbosch), Eista Werf (Nederhemert), Heusden, Sint-Lambertuskerk (Drunen), Diergaarde Blijdorp, Sportpaleis Ahoy (Rotterdam), Sneek, Vrouwenparochie, Lekkerkerk, Zandvoort, Circuit Park Zandvoort, Dolfirama (Zandvoort), Löwenpark Tüddern.

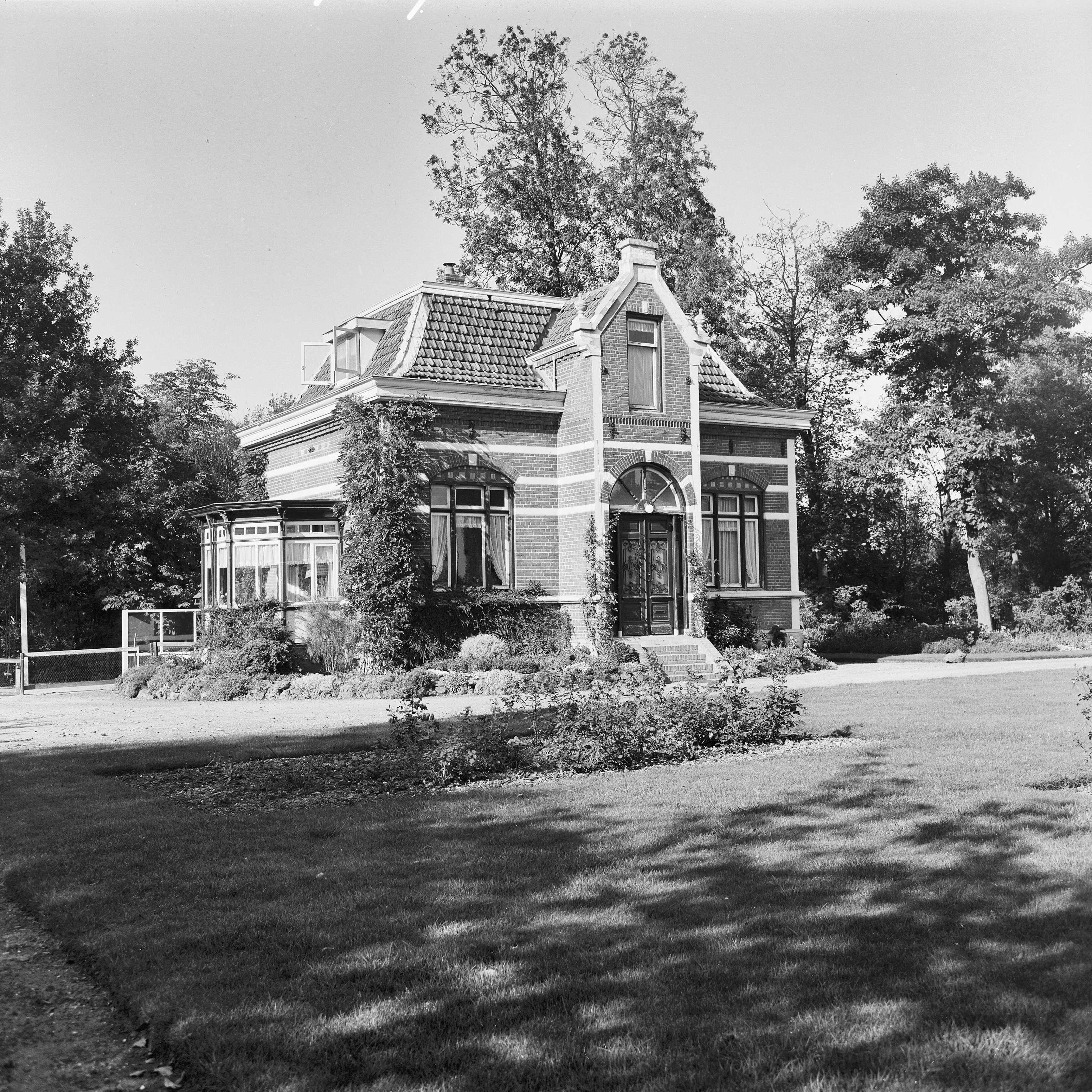
De voormalige tuinmanswoning uit 1896 van Zwaanwijck in Nigtevecht dat te zien is in de aflevering, Koksmaatjes
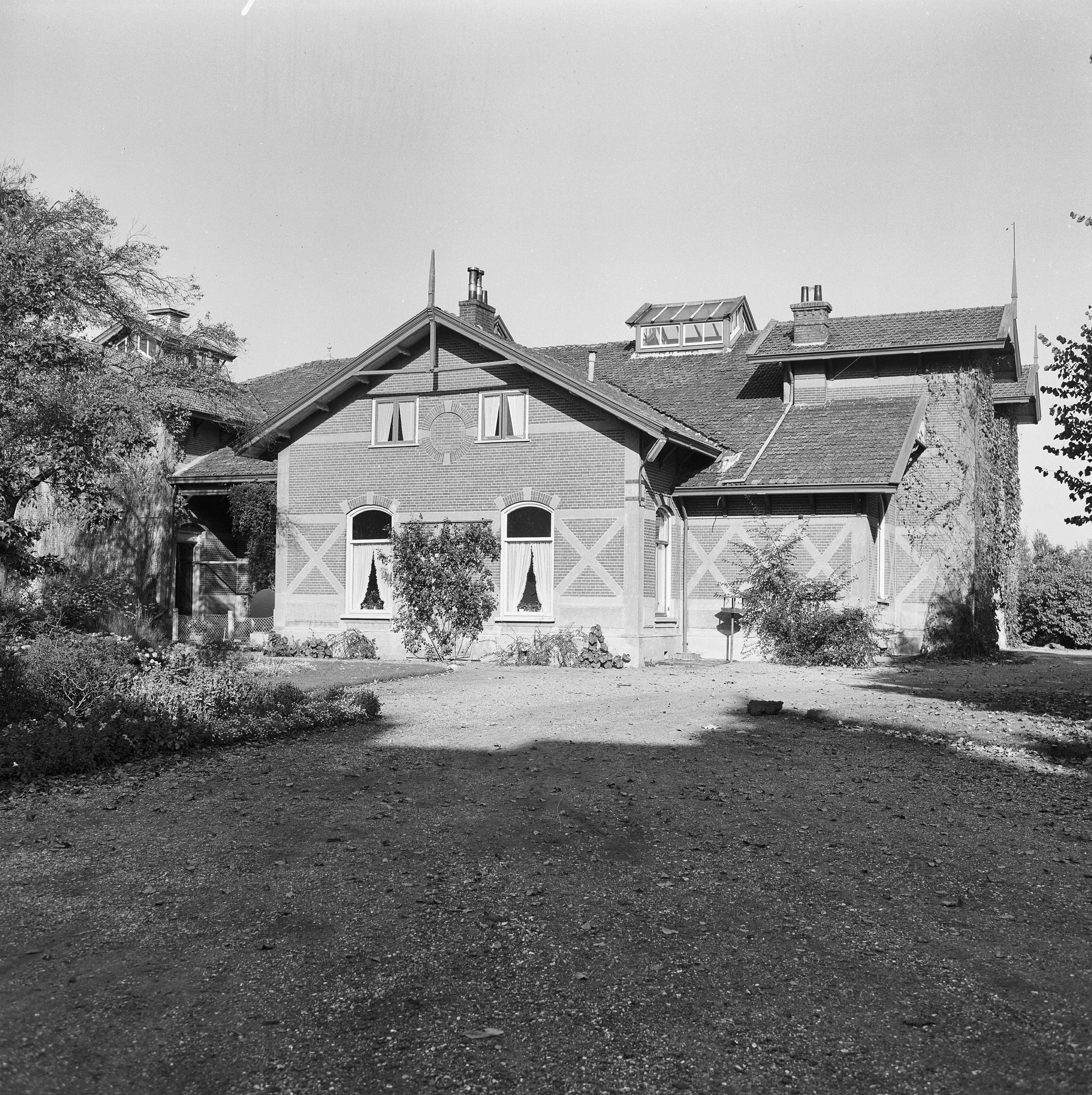
Het huis van Zwaanwijck in Nigtevecht waarvan de keuken gebruikt werd voor de opnames van de aflevering, Koksmaatjes

## Trivia
- In 1977 werden Peppi & Kokki geïnterviewd door Sonja Barend. Achter de schermen ontmoetten zij Michael Jackson, die ook te gast was. Samen gingen ze later op de foto. Op de foto staat ook een 5-jarig jongetje, wiens vader aan Jackson een tocht op een rondvaartboot had aangeboden.[12][13][14]
- De herkenningsmelodie van het programma werd halverwege de jaren negentig verwerkt in een happyhardcorenummer van Gabber Piet: Hakke & Zage.
- De Amsterdamse trams 751 en 758 waren te zien in de aflevering Peppi en Kokki op Reis. De scène waarin Peppi en Kokki op weg zijn naar het station voor de trein naar hun vakantiebestemming, Tirol, nam Peppi in Slotermeer lijn 13 richting Centraal Station (751), terwijl Kokki nog bezig was om zijn ontvouwde koffer in te pakken en stapte daardoor op de tram (758) in de tegenovergestelde richting. Na elkaar twee keer te zijn misgelopen trokken ze allebei aan de noodrem (bij deze scène waren de buitennummers afgeplakt) en pakten ze de taxi naar het dan nog metroloze Amstelstation om op een haar na hun trein te missen. Het geluid van de opengaande deuren van de luchtwagens is echter afkomstig van een bolkoptram.
- In 1987 werd een pasgeboren nijlpaard in dierenpark Artis vernoemd naar Peppi. Het jong werd destijds door Peppi en Kokki 'gedoopt' door het voederen van de moeder.[15]
- Peppi en Kokki is als term sinds 2022 in woordenboek Van Dale opgenomen, als aanduiding voor een onhandig duo dat het doorgaans goed bedoelt.[16]